# دوري اسطنبول لكرة القدم 1943–44
دوري اسطنبول لكرة القدم 1943–44 (بالتركية: 1943-44 İstanbul Futbol Ligi)‏ هو موسم من دوري اسطنبول لكرة القدم ‏. فاز فيه نادي فناربخشه.